# Johanna Bucher
Johanna Bucher (* 2. August 1921 in Breslau-Klein Heidau; † 27. März 1996 in Heidelberg) war eine deutsche Schauspielerin.

## Leben
Nach dem Abitur nahm sie privaten Schauspielunterricht bei Herma Clement. 1948 wurde sie am Märchentheater Fritz Genschow engagiert. Weitere Engagements führten sie an das Theater am Schiffbauerdamm, an die Neue Bühne Berlin und an die Volksbühne am Rosa-Luxemburg-Platz. 1954 spielte sie in der Volksbühne Armgard in Wilhelm Tell und 1955 Isabell in Der Richter von Zalamea. Von 1970 bis zu ihrer Pensionierung war sie am Theater der Stadt Heidelberg engagiert, wo sie u. a. die Winnie in Samuel Becketts Glückliche Tage spielte. 1980 gastierte sie mit dem Ensemble beim Berliner Theatertreffen; sie verkörperte die Rollen „Frau Rastakowskaja/Sofia, Zuschneiderin/Wassilissa, arme Frau“ in Der Revisor. Weitere Aufgaben übernahm sie beim Film und beim Rundfunk.

## Filmografie
- 1953: Jacke wie Hose
- 1953: Das kleine und das große Glück
- 1955: Einmal ist keinmal

## Theater
- 1949: Armand Salacrou: Nächte des Zorns – Regie: Heinrich Goertz (Theater am Schiffbauerdamm Berlin)
- 1949: Augustino Moreto: Donna Diana (Fenisa) – Regie: Fritz Wisten (Theater am Schiffbauerdamm Berlin)
- 1950: Ferdinand Raimund:  Der Bauer als Millionär (Lottchen) – Regie: Ernst Legal (Theater am Schiffbauerdamm Berlin)
- 1951: Oleksandr Kornijtschuk: Das Holunderwäldchen (Wassilissa) – Regie: Bodo Schweykowski (Haus der Kultur der Sowjetunion – Neue Bühne Berlin)
- 1951: A.J. Urban: Zehn zu Null (Verlobte) – Regie: Bodo Schweykowski (Haus der Kultur der Sowjetunion – Neue Bühne Berlin)
- 1952: Anatolii Surow: Morgendämmerung über Moskau  – Regie: Robert Trösch (Haus der Kultur der Sowjetunion – Neue Bühne Berlin)
- 1954: Wassili Schkwarkin: Ein fremdes Kind (Raja) – Regie: Robert Trösch (Volksbühne Berlin)

## Hörspiele
- 1951: Sergei Michalkow: Ilja Golowin und seine Wandlung (Pionierleiterin) – Regie: Franz Kutschera (Hörspiel – MIRAG)
- 1972: Frederic Brown: Beispiel (Schwester) – Regie: Andreas Weber-Schäfer (Science-Fiction-Hörspiel/Kurzhörspiel – SDR)
- 1974: Hans Kasper: Schrei – Regie: Werner Klein (Science-Fiction-Hörspiel – HR/WDR)
- 1976: Jörg Tröger: Ein Vorfahr auf Bestellung (Frau Walter) – Regie: Andreas Weber-Schäfer (Science-Fiction-Hörspiel – SDR)
- 1976: Eva Maria Mudrich: Das Haus am Meer – Regie: Andreas Weber-Schäfer (Science-Fiction-Hörspiel – SDR)
- 1977: Henry Slesar: Schwester Pamela (Wirtin) – Regie: Andreas Weber-Schäfer (Kriminalhörspiel – SDR)
- 1977: Richard Matheson: Die Prüfung (Toms Frau) – Regie: Andreas Weber-Schäfer (Science-Fiction-Hörspiel – SDR)
- 1979: Hermann Ebeling: Das Leben ein Test – Der Test ein Leben (Mutter) – Regie: Andreas Weber-Schäfer (Science-Fiction-Hörspiel – SDR)